# Renacimiento italiano
El Renacimiento italiano se inició en un período de grandes logros y cambios culturales en Italia que se extendió desde finales del siglo XIV hasta alrededor de 1600, constituyendo la transición entre el Medievo y la Europa moderna.

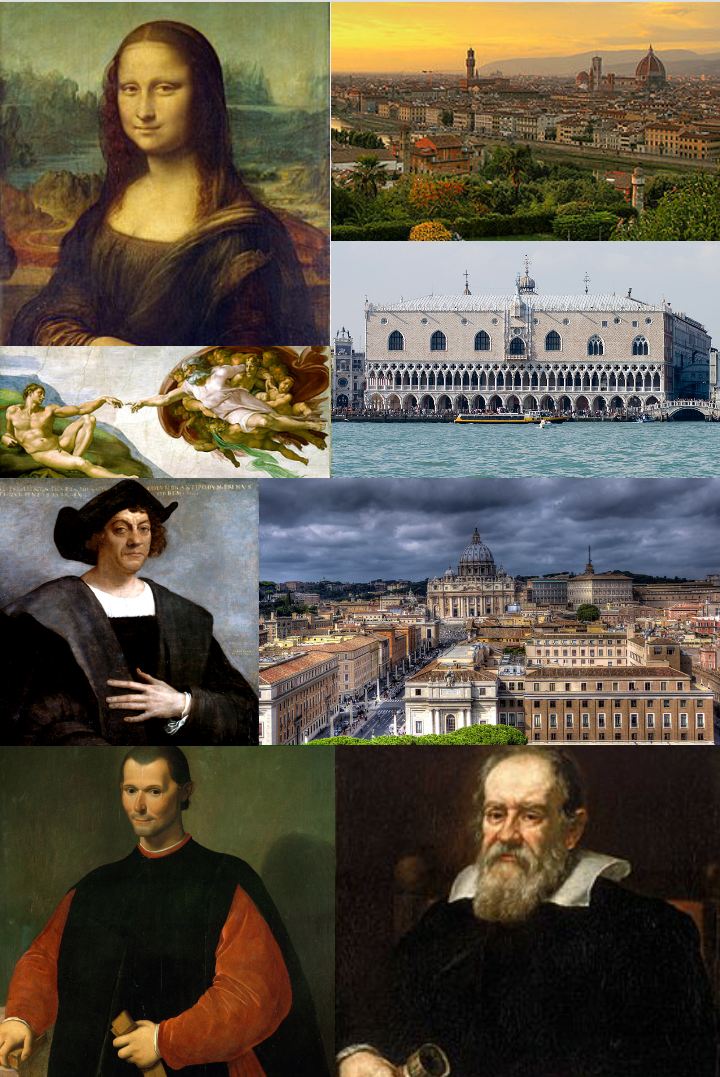
Montaje del Renacimiento italiano.

Los orígenes del movimiento pueden rastrearse desde inicios del siglo XIV, principalmente en la esfera literaria, aunque también se detectan ya de forma incipiente algunas de sus características fundamentales, como el mecenazgo, el intelectualismo y la curiosidad por la Cultura Clásica. No obstante, muchos aspectos de la cultura italiana permanecerán en su estado medieval y el Renacimiento no se desarrollará totalmente hasta finales de siglo.
La palabra "Renacimiento" (Rinascimento en italiano) tiene un significado explícito, que representa el renovado interés del período en la cultura de la Antigüedad clásica, luego de lo que allí mismo se etiquetó como la "edad oscura". Estos cambios, aunque significativos, estuvieron concentrados en las clases altas, y para la gran mayoría de la población la vida cambió poco en relación con la Edad Media. 
El renacimiento italiano comenzó en la región de Toscana, con epicentro en las ciudades de Florencia y Siena. Luego tuvo un importante impacto en Roma, que fue ornamentada con algunos edificios en el estilo antiguo, y después fuertemente reconstruida por los papas del siglo XVI. La cumbre del movimiento se dio a fines del siglo XV, mientras los invasores extranjeros sumían a la región en el caos. Sin embargo, las ideas e ideales del renacimiento se difundieron por el resto de Europa, posibilitando y facilitando el Renacimiento español, el Renacimiento francés, el Renacimiento nórdico y el Renacimiento inglés. 
El renacimiento italiano es bien conocido por sus logros culturales. Esto incluye creaciones literarias con escritores como Petrarca, Castiglione, y Maquiavelo, obras de arte de Miguel Ángel y Leonardo da Vinci, y grandes obras de arquitectura, como la iglesia de Santa María del Fiore en Florencia y la Basílica de San Pedro en Roma.

## Aparición de la noción de Renacimiento
El término «renacimiento» es de hecho un término moderno que se volvió común en el siglo XIX en los trabajos de historiadores como Jacob Burckhardt. En los escritos de finales de la Edad Media, la idea de una rinascita (renacimiento) correspondía a una tendencia más que a un período, orientada hacia un retorno a la educación clásica, que producía una estimulante impresión de renovación que afectaba tanto a la moral como a las actividades políticas y artísticas.
Según el historiador francés Jean Delumeau, la palabra Renacimiento ha llegado de Italia y concernía al campo de las artes. Giorgio Vasari utilizó el término «Rinascita» en 1568 en Le vite de’ più eccellenti pittori, scultori e architettori. El significado de la palabra Renacimiento se ha ido ampliando gradualmente. 
El término de «Renacimiento» como época y no para designar una renovación de las letras y de las artes, fue utilizado por primera vez en 1840 por Jean-Jacques Ampère en su Histoire littéraire de la France avant le s. XII y luego por Jules Michelet en 1855. en su volumen dedicado al siglo XVI La Renaissance como parte de su Histoire de France. Este término fue retomado en 1860 por el historiador del arte suizo Jacob Burckhardt (1818-1897) en su libro Culture de la Renaissance en Italie.
Según los historiadores del arte, el Renacimiento habría comenzado en el Duecento (siglo XIII) o en el Trecento (XIV) con un periodo conocido como Prerrenacimiento. Según el ya citado Burckhardt, este Renacimiento adelantado a su tiempo ya habría comenzado en el siglo XI en Toscana y se habría difundido en el siglo siguiente hasta Provenza y el centro de Italia y continuado con el Primer Renacimiento en el Quattrocento. Se transformó en el Alto Renacimiento a principios del Cinquecento (entre 1500 y 1530), seguido del manierismo o tardorrenacimiento que iría desde 1520 (muerte de Rafael) hasta finalizar en 1580.

## Contexto histórico

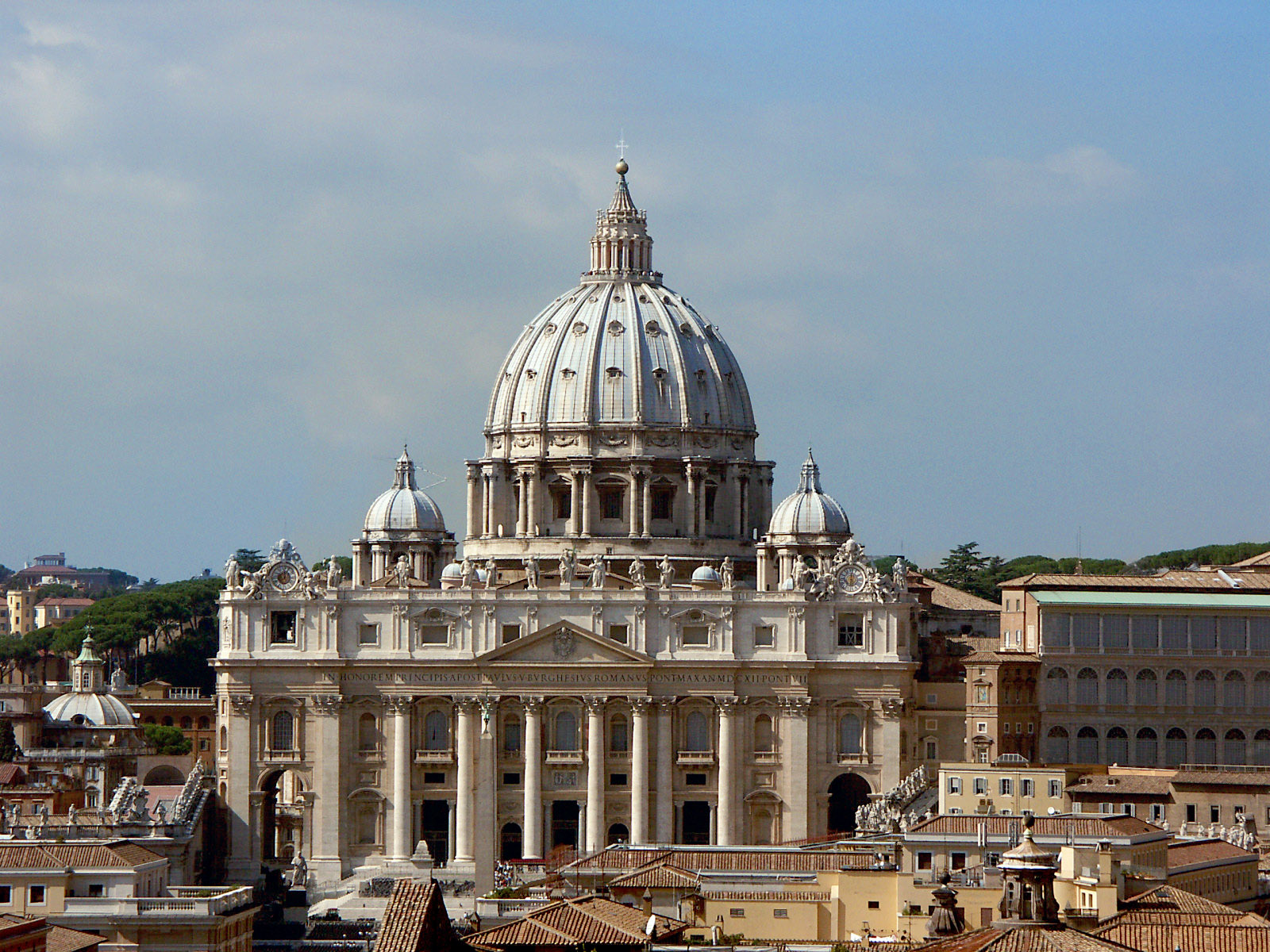
La basílica de San Pedro y su cúpula, vistos desde el castillo de Sant'Angelo.

El Renacimiento marca la transición entre la Edad Media y la Edad Moderna en Europa. Aunque los orígenes de un movimiento de mecenazgo y esfuerzo intelectual limitados al entorno instruido se remontan a la primera mitad del siglo XIV, muchos aspectos de la cultura y la sociedad italiana siguieron siendo en gran medida medievales. La época es sobre todo conocida por su regreso a la cultura clásica antigua después de lo que los humanistas del Renacimiento llamaron la Edad oscura. Estos cambios, aunque importantes, se produjeron sólo en las capas más altas de la sociedad, y para la gran mayoría de la población la vida cotidiana siguió siendo poco diferente de la de la Edad Media, incluso aunque el ascenso de la burguesía mercantil hiciera posible ampliar el acceso a la prosperidad, lo que contrastaba con la más triste condición de Europa en la Alta Edad Media. 
El Renacimiento italiano fue ante todo un fenómeno económico que comenzó en el siglo XII tras la Primera Cruzada. Las rutas comerciales de Oriente se abrieron a los comerciantes europeos e Italia, en el centro del Mediterráneo, se convirtió en el centro del comercio entre Europa y Asia. Las ciudades mercantiles italianas se enriquecieron gracias al comercio de seda y de especias. Se creó un sistema bancario moderno y nació una nueva clase social: la burguesía. El florín (moneda de Florencia) se convirtió en la moneda internacional de la Baja Edad Media. Esta riqueza llevó a las ciudades italianas (independientes y orgullosas) a competir entre sí en el ámbito de la cultura, las artes y las ciencias. Cada príncipe, para parecer más poderoso que su vecino, estaba dispuesto a gastar fortunas para tener a los mejores artistas y los monumentos más bellos. 
El Renacimiento italiano echó raíces en Toscana (Italia central), concentrándose en torno a Florencia y Siena. Luego, el movimiento tuvo repercusiones significativas en otras ciudades italianas, incluida Venecia y luego Roma, que fue reconstruida en gran parte por los papas en los siglos XV y XVI. Durante las invasiones extranjeras que asolaron la región (ver Guerras italianas), las ideas e ideologías del Renacimiento se extendieron por toda Europa, desencadenando el Renacimiento en el norte en Fontainebleau y Amberes y el Renacimiento inglés. Se conocían del Renacimiento italiano las obras literarias, entre otras, de Petrarca, Castiglione y Maquiavelo (ver Literatura francesa del siglo XVI); las obras de artistas como Miguel Ángel, Leonardo da Vinci y Rafael (ver arte renacentista), y grandes obras arquitectónicas, como la Cúpula de Santa María del Fiore de Florencia y la basílica de San Pedro en Roma (ver arquitectura renacentista). Por otro lado, los historiadores consideran que el final del siglo XVI en Italia estuvo acompañado de una regresión económica y muy pocos avances en la ciencia, lo que permitió el surgimiento de la cultura protestante en el siglo XVII. Los motivos del fin de la hegemonía italiana en el comercio y la ciencia se debieron principalmente al cambio de las rutas comerciales tras el descubrimiento de América. El papel del mar Mediterráneo fue cada vez más marginal, las naciones del océano Atlántico aprovecharon mejor los nuevos equilibrios geopolíticos, primero España y Portugal, pero luego, sobre todo, Francia, Inglaterra, los Países Bajos y, en general, las naciones del norte de Europa. La Reforma protestante probablemente jugó un papel en el resurgimiento político y económico de las naciones del norte.

## Orígenes

### Italia del Norte y la Toscana en la Baja Edad Media

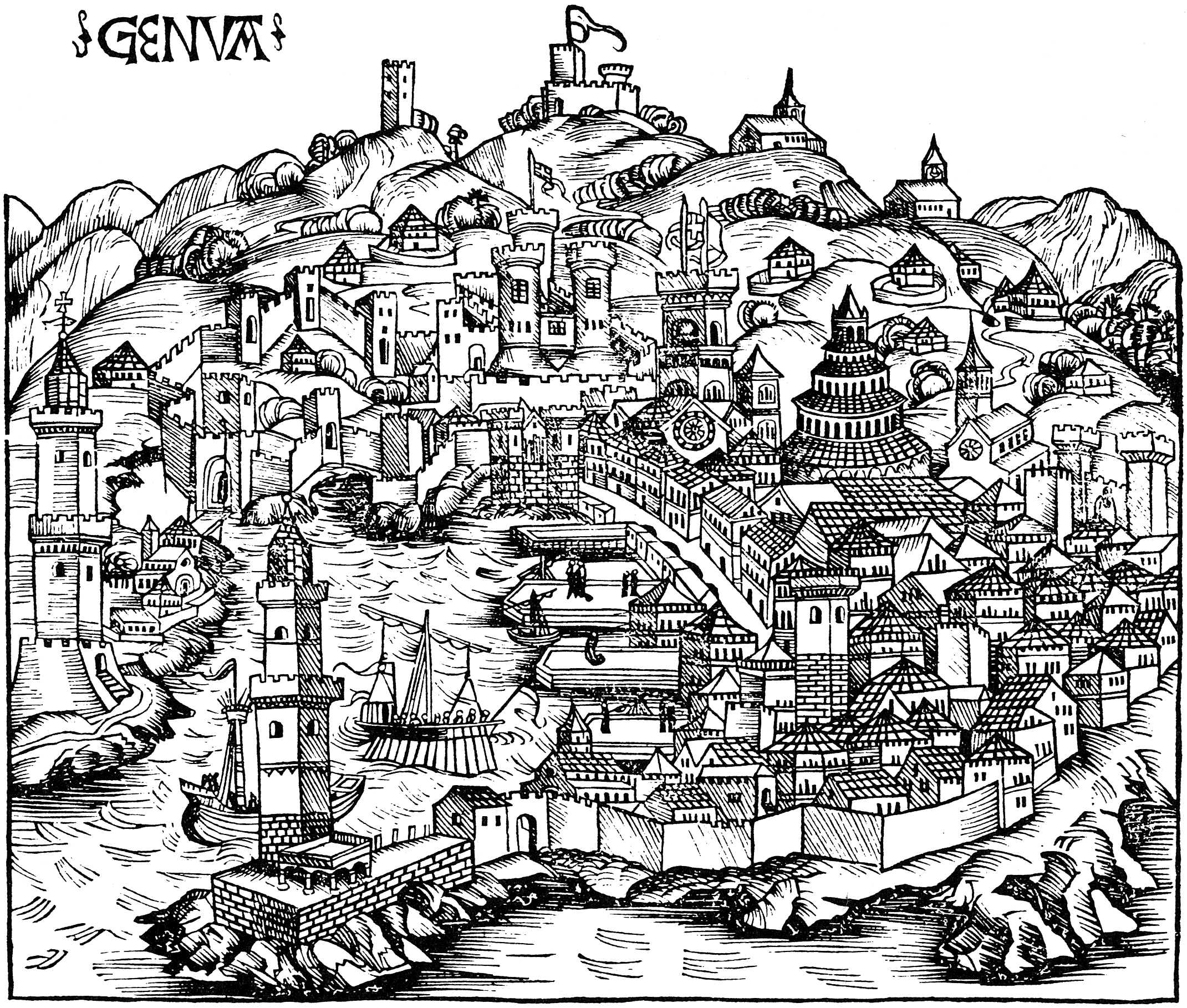
Panorámica de la ciudad-estado de Génova, en un grabado de 1493.

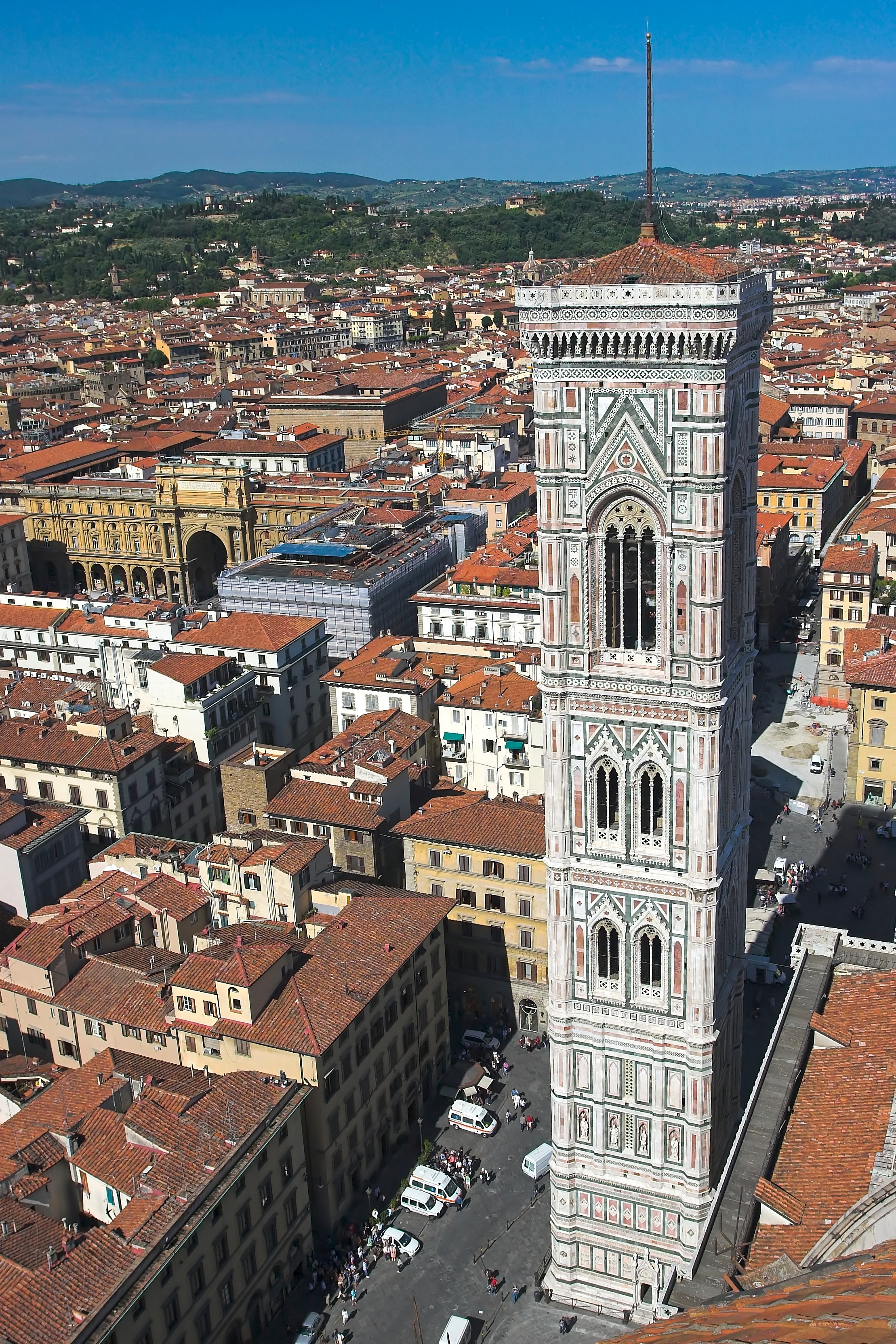
Campanile de Giotto de Santa Maria del Fiore (Florencia)

A finales de la Edad Media, el sur de Italia y Roma, que había sido dos veces el corazón del Imperio romano, eran más pobre que el resto de Italia. Roma era una ciudad casi en ruinas, y la región de los estados papales estaba administrada con laxitud, poco reglamentada y ordenada. De hecho, la residencia del papa se trasladó a Aviñón, un enclave católico en Francia, bajo la presión del rey de Francia Felipe el Hermoso. Nápoles, Sicilia y Cerdeña estaban bajo dominación extranjera.
Sin embargo, Roma, a partir del siglo XV, alcanzó el mismo esplendor de las demás ciudades del centro de Italia —Perugia, Asís, Spoleto, Orvieto, Urbino— y se convirtió, después de Florencia, en uno de los lugares cumbres del Renacimiento italiano. Por contra, el sur, después de haber pasado por varias dominaciones extranjeras, no experimentó, en esa época, la misma renovación económica y artística, con algunas excepciones como la ciudad mercantil de Amalfi . También se puede considerar como precursor de los ideales del Renacimiento el gran refinamiento de la corte de Palermo en el siglo XIII bajo Federico II apodado stupor mundi. Posteriormente también tuvo lugar un cierto renacimiento artístico en Nápoles bajo Alfonso V de Aragón en el siglo XV, pero en general el sur de Italia se mantuvo alejado de los cambios económicos y sociales del Renacimiento.
Los estados del centro y norte de Italia, más prósperos, se encontraban entre los más ricos de Europa.
Las Cruzadas forjaron lazos comerciales duraderos con el Levante mediterráneo, y la Cuarta Cruzada había eliminado el Imperio bizantino, el rival comercial de los venecianos y genoveses. Las principales rutas comerciales llegadas del este cruzaban el Imperio bizantino o los países árabes y se dirigían a los puertos de las repúblicas de Génova, Pisa y Venecia. Los artículos de lujo como especias, tintes, y sedas se compraban en Oriente, se importaban a Italia y luego se revendían en toda Europa. Además, las ciudades-estado del interior se benefician de la rica región agrícola del valle del Po. Las rutas terrestres y marítimas traían lana, harina y metales preciosos desde Francia, Alemania y los Países Bajos a través de las ferias de Champaña. El vasto comercio que se extendía desde Egipto hasta el mar Báltico generaba excedentes que hacían posible una inversión considerable en minería y agricultura. Así, aunque Italia no poseía más recursos que muchas otras partes de Europa, el nivel de desarrollo, impulsado por el comercio, le permitió prosperar. Florencia se convirtió en una de las ciudades más ricas de Italia, en gran parte debido a su producción de lana textil bajo la supervisión del gremio comercial dominante, la corporación del Arte della Lana. La lana se importaba del norte de Europa (en el siglo XVI desde España), y se utilizaban tintes de Oriente para fabricar textiles de alta calidad.
Estas rutas comerciales italianas, que se extendían por todo el Mediterráneo y más allá, también transmitieron cultura y conocimiento. Durante la época medieval, las obras que plasmaban la educación clásica de los griegos se habían difundido lentamente a Europa occidental, a través de traducciones y tratados árabes, desde Toledo y Palermo. Las Cruzadas permitieron que muchos europeos tuvieran el primer contacto con la educación clásica, preservada por los árabes, pero el acontecimiento más significativo fue el avance de la Reconquista española en el siglo XV, dando lugar a las traducciones de textos árabes por parte de especialistas de la escuela de Salamanca.
El pensamiento científico, filosófico y matemático entró en Italia a través de Egipto y del Levante. Los elementos desencadenantes de los nuevos estudios lingüísticos del Renacimiento —los textos griegos y los eruditos capaces de enseñar a los italianos a leerlos— llegaron desde Constantinopla después de su conquista por las fuerzas otomanas en 1453. Así renacieron las academias de Florencia y Venecia.
Los eruditos humanistas buscaban en las bibliotecas monásticas los manuscritos antiguos y encontraron a Tácito y otros autores latinos; con el redescubrimiento de Vitruvio, se pudieron conocer una vez más los principios arquitectónicos de la antigüedad, y los artistas del Renacimiento se sintieron alentados, a través de la lente del optimismo humanista, a superar a los Antiguos, como Apeles, o a quien pudieran leer y conocer a través de los textos recuperados.

### ElsigloXIII, periodo de prosperidad

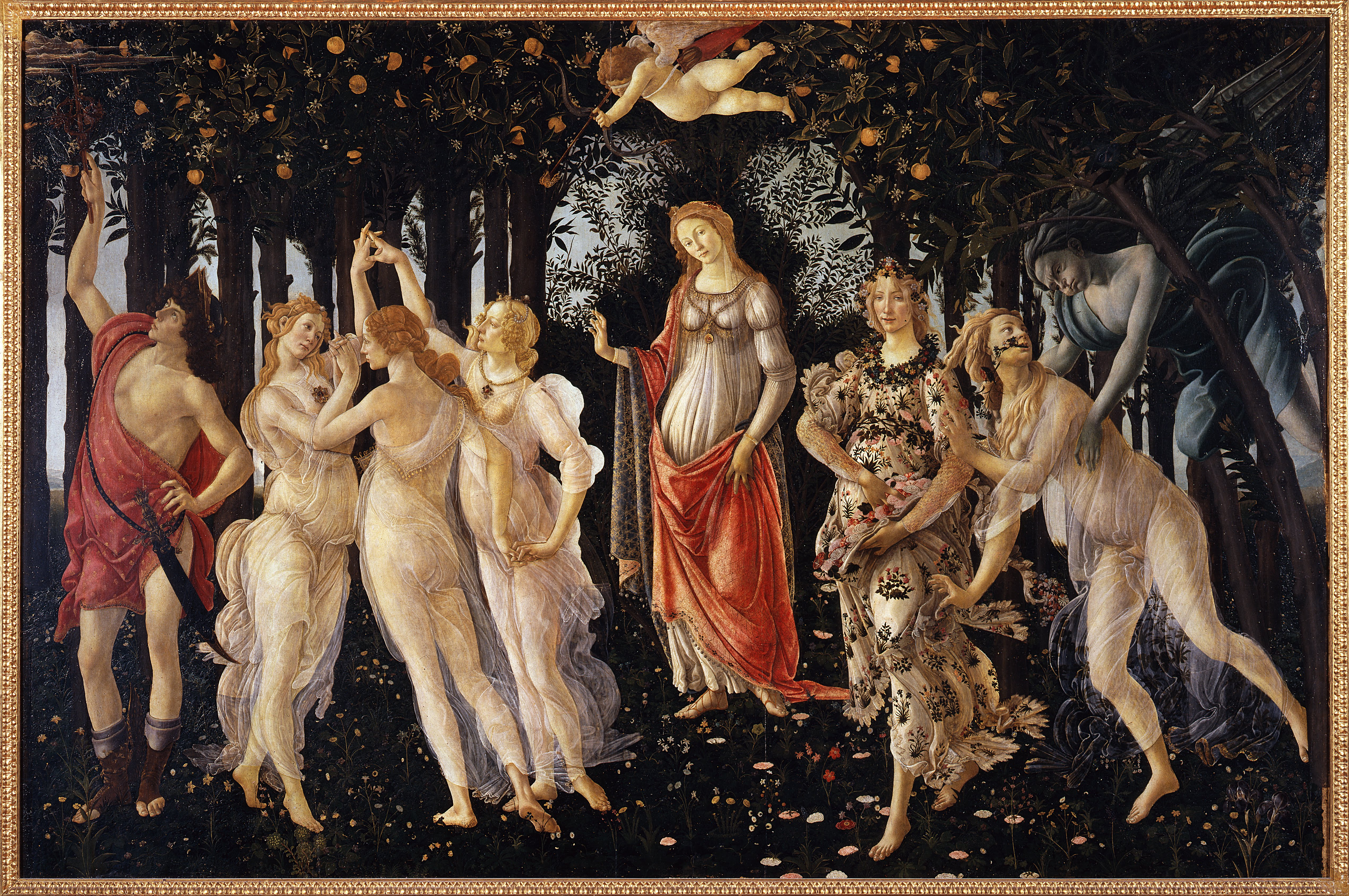
Primavera de Botticelli.

En el siglo XIII, Europa en general experimentó una expansión económica. Las rutas comerciales de los Estados italianos conectadas con todos los puertos del Mediterráneo, e incluso con la Liga Hanseática del Báltico y regiones boreales del continente, crearon una economía europea unificada por primera vez desde el siglo III. Las ciudades-estado italianas se expandieron fuertemente, y crecieron en poder para convertirse de hecho en independientes del Sacro Imperio Romano Germánico. Durante este mismo período, las instituciones comerciales modernas vieron la luz: sociedades por acciones, un sistema bancario internacional, mercado de intercambio sistematizado, seguros, y deuda pública. Florencia se convirtió en el centro de esta industria financiera, impulsando al florín (de oro) al estatuto de divisa principal del comercio internacional.
Nació una nueva clase dominante, formada por comerciantes que ganaron su posición gracias a sus habilidades financieras, adaptando para su beneficio el modelo aristocrático feudal que había dominado a Europa en la Edad Media. El aumento del poder de las comunas en Italia es una particularidad de la Baja Edad Media, que acapararon el poder que antes tenían los obispos y los señores locales. En gran parte de la región, la nobleza terrateniente era mucho más pobre que los patriarcas urbanos: el crecimiento inflacionario de la economía medieval había dejado a los terratenientes en quiebra. El desarrollo del comercio a principios del Renacimiento acentuó este aspecto. El declive del feudalismo y el crecimiento urbano se influyeron mutuamente; por ejemplo, la demanda de artículos de lujo impulsaba el crecimiento del mercado, enriqueciendo a muchos comerciantes quienes, a su vez, demandaban más artículos de lujo. Estos cambios también otorgaron a los comerciantes un control casi total de los gobiernos de las ciudades-estado, favoreciendo aún más al comercio. Uno de los efectos más importantes de este control político fue la seguridad: en un sistema feudal, quienes se volvían extremadamente ricos corrían constantemente el riesgo de romper con la monarquía y ver sus tierras confiscadas (este fue el caso de Jacques Heart en Francia). Los estados del norte también conservaron muchas leyes medievales que obstaculizaban el comercio, incluidas leyes contra la usura y prohibiciones de comerciar con no cristianos. En las ciudades-estado de Italia, estas leyes fueron derogadas o reescritas.

### El colapso delsigloXIV

Los estados de la península itálica en 1494

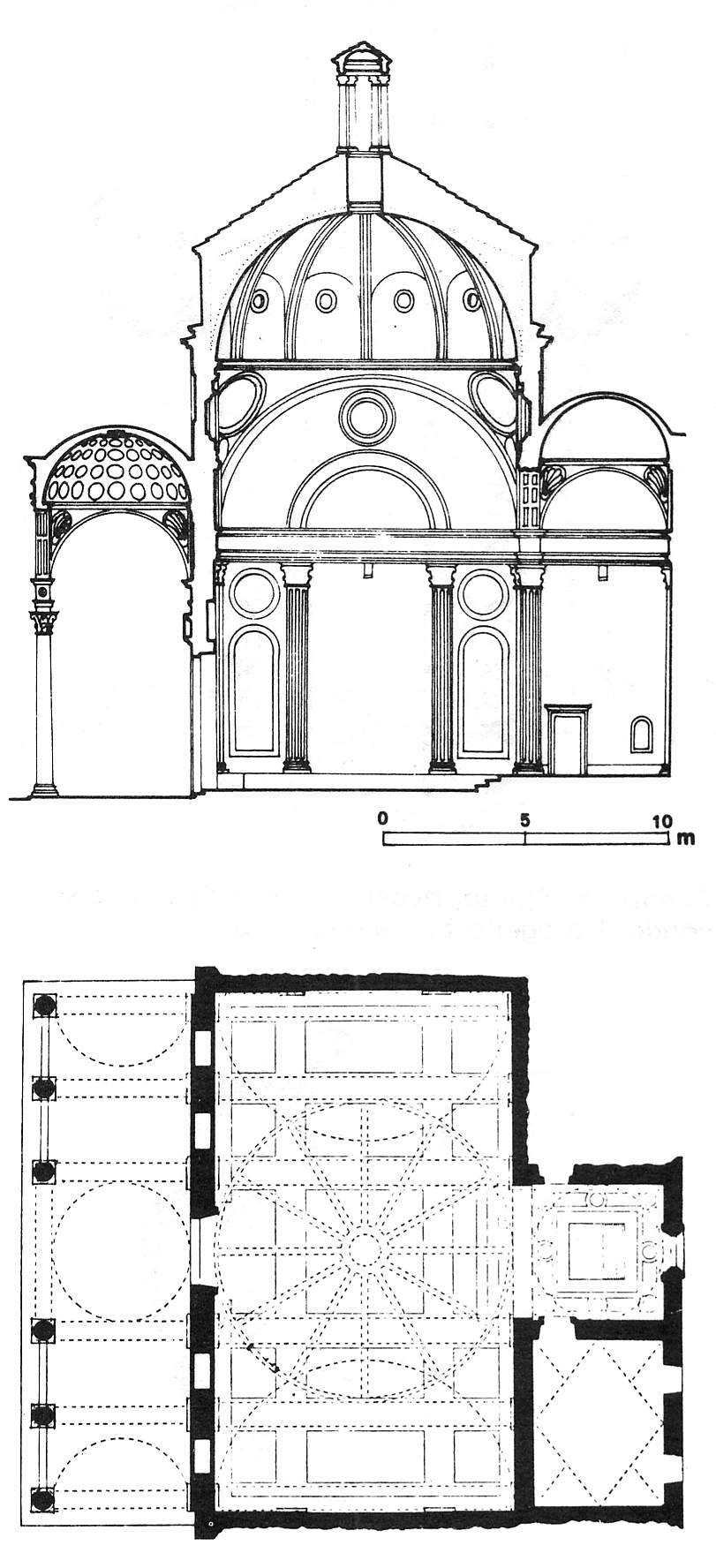
Plano de la capilla Pazzi de Filippo Brunelleschi.

Durante el siglo XIV se produjeron una serie de catástrofes que causaron la recesión de la economía europea. El «periodo medieval cálido» se terminó y comenzó la pequeña edad de hielo. Estos cambios climáticos provocaron una caída significativa del rendimiento agrícola, lo que llevó a repetidas hambrunas, acentuadas por el rápido crecimiento de la población a principios de siglo. La Guerra de los Cien Años entre Francia e Inglaterra trastornó el comercio de Europa en el noroeste; cuando en 1345 el rey Eduardo III de Inglaterra rechazó pagar sus deudas, contribuyó a la quiebra de los bancos de Bardi y de Peruzzi, los dos más importantes de Florencia. En Oriente, la guerra también interrumpió las rutas comerciales, cuando el Imperio otomano comenzó a expandirse por la región. Más devastadora aún fue la Peste negra, que diezmó la población de las densamente pobladas ciudades del norte de Italia entre 1347 y 1351, golpeando posteriormente en varias oportunidades. La población de Florencia, por ejemplo, que antes de la llegada del flagelo era de 45 000 habitantes, se vio reducida entre un 25 y un 50% en 47 años. Siguieron amplios desórdenes, incluyendo la revuelta de los trabajadores textiles de Florencia, los "ciompi" en 1378.
Fue durante este período de inestabilidad cuando aparecieron las primeras figuras del Renacimiento, como Dante y Petrarca, y cuando se crearon las primeras conmovedoras obras de arte renacentistas, en el primer cuarto del siglo XIV, notablemente en el realismo de Giotto. Paradójicamente, algunos de estos desastres ayudaron a construir la corriente renacentista. Al diezmar a más de un tercio de la población europea, la peste dejó una población más rica, mejor alimentada y que sin duda tenía más dinero para gastar en productos de lujo, como el arte y la arquitectura. A medida que los efectos del flagelo comenzaron a disminuir a principios del siglo XV, la población experimentó un nuevo crecimiento demográfico, renovando la demanda de productos y servicios.Esta nueva demanda de productos y servicios, y el reducido número de personas capaz de proveerlos, puso a la clase baja en una posición más favorable. Además, esta demanda también ayudó al crecimiento de una clase próspera de banqueros, comerciantes y artesanos cualificados. Los horrores de la peste negra y la aparente incapacidad de la Iglesia católica para brindar consuelo, contribuiría a la declinación de la influencia eclesiástica, otra de las características del Renacimiento. Además, el colapso de los bancos de Bardi y Peruzzi permitió a la Medici ganar influencia en Florencia. 
El medievalista estadounidense Roberto Sabatino López afirma que la depresión económica fue un factor esencial en el nacimiento del movimiento renacentista. Según él, si los tiempos hubieran sido más prósperos, los empresarios habrían reinvertido rápidamente sus ganancias para ganar aún más dinero en un clima favorable a la inversión. Por el contrario, durante los años más difíciles del siglo XIV, los más ricos tenían pocas perspectivas de invertir su capital y preferían gastarlo en cultura y arte.
Contrariamente a los textos romanos, que se habían conservado y estudiado en Europa occidental desde la antigüedad tardía, el estudio de los textos griegos antiguos fue muy limitado en la Italia medieval. Las obras de la Grecia antigua sobre ciencia, matemáticas y filosofía se habían estudiado desde la Alta Edad Media en Europa occidental, pero las obras literarias, oratorias e históricas griegas de Homero, los dramaturgos griegos, Demóstenes y Tucídides) sólo habían sido estudiados en la Edad Media por los eruditos bizantinos. Algunos historiadores sostienen que el Renacimiento timúrida en Samarcanda estuvo vinculado al Imperio otomano cuyas conquistas llevaron a la migración de eruditos griegos a Italia.
La hipótesis planteada por el historiador Hans Baron es otra explicación muy extendida para el advenimiento del Renacimiento italiano: la primera causa del Renacimiento sería la larga serie de guerras entre Florencia y Milán (ver Guerras de Italia). A finales del siglo XIV, Milán se convirtió en una monarquía centralizada bajo el control de la familia Visconti. Gian Galeazzo Visconti, que gobernó la ciudad de 1378 a 1402, es conocido tanto por su crueldad como por su habilidad para gobernar. Planeando construir un imperio en el norte de Italia, lanzó una serie de guerras. Milán conquistó a sus estados vecinos y derrotó aa las diversas coaliciones lideradas por Florencia que intentó en vano detener su avance. El clímax fue el asedio de Florencia en 1402, cuando la ciudad parecía a punto de caer, antes de que repentinamente muriera Gian Galeazzo, dejando su imperio desmoronándose tras él. 
Según la tesis de Hans Baron, durante estas guerras interminables, los líderes políticos de Florencia unieron al pueblo presentando la guerra como un conflicto entre la república libre y la monarquía despótica, entre los ideales de los griegos y de las Repúblicas romanas y aquellos del Imperio romano y los reinos de la Edad Media. Leonardo Bruni fue, según Baron, la personalidad más implicada en la difusión de esta ideología. Baron sostiene que la mayoría de las primeras figuras del Renacimiento aparecieron durante este período de crisis en Florencia, como Ghiberti, Donatello, Masolino  y Brunelleschi, marcados por esta ideología republicana. Posteriormente, este último defendería junto a otros las ideas republicanas que tendrían una enorme repercusión en el Renacimiento

## Desarrollo

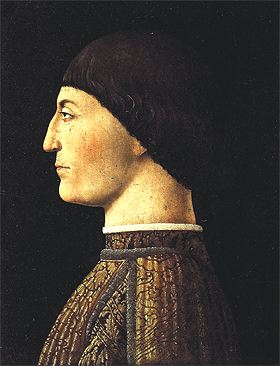
Segismundo Malatesta (1417-†1468), señor de Rímini, por Piero della Francesca. Malatesta fue un eficiente condottiere, siguiendo la tradición de su familia. Fue comisionado por los venecianos para luchar (sin éxito) contra los turcos en 1465, y fue mecenas de Leone Battista Alberti, cuyo Tempio Malatestiana en Rimini es uno de los primeros edificios enteramente clásicos del renacimiento.

### Relaciones internacionales
El norte de Italia se dividió en un número de ciudades-estado guerreras, de las cuales las más poderosas eran Milán, Florencia, Pisa, Siena, Génova, Ferrara y Venecia. Por otro lado, durante el alto Medioevo se dieron largas luchas de supremacía entre las fuerzas del papado y del Sacro Imperio Romano Germánico, en que cada ciudad se alineaba con una u otra facción, y aún mostraba luchas internas entre los partidarios de ambos bandos.
La guerra entre las ciudades-estado fue generalizada, mientras que las invasiones extranjeras estuvieron limitadas a intentos intermitentes de los emperadores del sacro imperio. Desde este trasfondo se desarrolló la política del renacimiento. Desde el siglo XIII, a causa de que los ejércitos se componían mayormente de mercenarios, las ciudades-estado prósperas podían desplegar fuerzas considerables, a pesar de su baja población. En el curso del siglo XV, las ciudades más poderosas anexaron a sus vecinas. Florencia ocupó Pisa en 1406, Venecia invadió Padua y Verona, mientras que el Ducado de Milán anexó áreas circundantes que incluían a Pavia y Parma. 
Los inicios del Renacimiento mostraron un casi constante estado bélico en mar y tierra, mientras las ciudades competían por la preeminencia. En tierra, las batallas eran libradas principalmente por mercenarios conocidos como condottieri, bandas de soldados venidos de toda Europa, pero especialmente de Alemania y de Suiza, generalmente liderados por capitanes italianos. Los mercenarios no deseaban poner excesivamente en riesgo sus vidas, y la guerra se convirtió en una interminable serie de sitios y maniobras, con ocasionales batallas de poco fragor. También interesaba a los mercenarios de ambos bandos prolongar el conflicto, a fin de permanecer bajo sueldo. Eran una constante amenaza para sus patrones, ya que ante una eventual falta de pago, muy a menudo se volvían contra su propio empleador. Resultó obvio que, si un estado dependía enteramente de sus mercenarios, estos estarían tentados a hacerse del poder, posibilidad que sucedió de hecho en varias ocasiones. 
En el mar, las ciudades enviaron muchas flotas a la guerra. Los principales contricantes eran Pisa, Génova y Venecia, pero después de un largo conflicto, los genoveses lograron vencer a Pisa. Venecia demostró ser un adversario más poderoso, y a pesar de una relativa igualdad inicial, la flota genovesa fue destruida en la batalla de Chioggia, en la boca de la laguna veneciana, en 1380. A partir de allí Venecia tuvo la supremacía marítima. Como los territorios venecianos en el Egeo se fueron perdiendo uno a uno en manos de los turcos, y el mar Negro quedó cerrado para el comercio, los intereses de Venecia retornaron a "tierra firme", paralelamente al inicio del renacimiento veneciano. 
Décadas de lucha terrestre hicieron emerger a Florencia y Milán como los contendientes principales, y estos dos poderes finalmente dejaron de lado sus diferencias y firmaron la Paz de Lodi en 1454, trayendo relativa calma a la región por primera vez en siglos. Esta paz se mantendría por los próximos cuarenta años, y la hegemonía de Venecia en el mar permitió también allí una paz sin precedentes por prácticamente el resto del siglo XV. 
A principios del siglo XV, aventureros y comerciantes como Niccolo dei Conti (1395–†1469), navegaron hasta sitios tan lejanos como el sudeste asiático, y regresaron trayendo conocimientos de primera mano sobre la situación mundial, presagiando los futuros viajes europeos de exploración y conquista.

### Florencia bajo los Médici

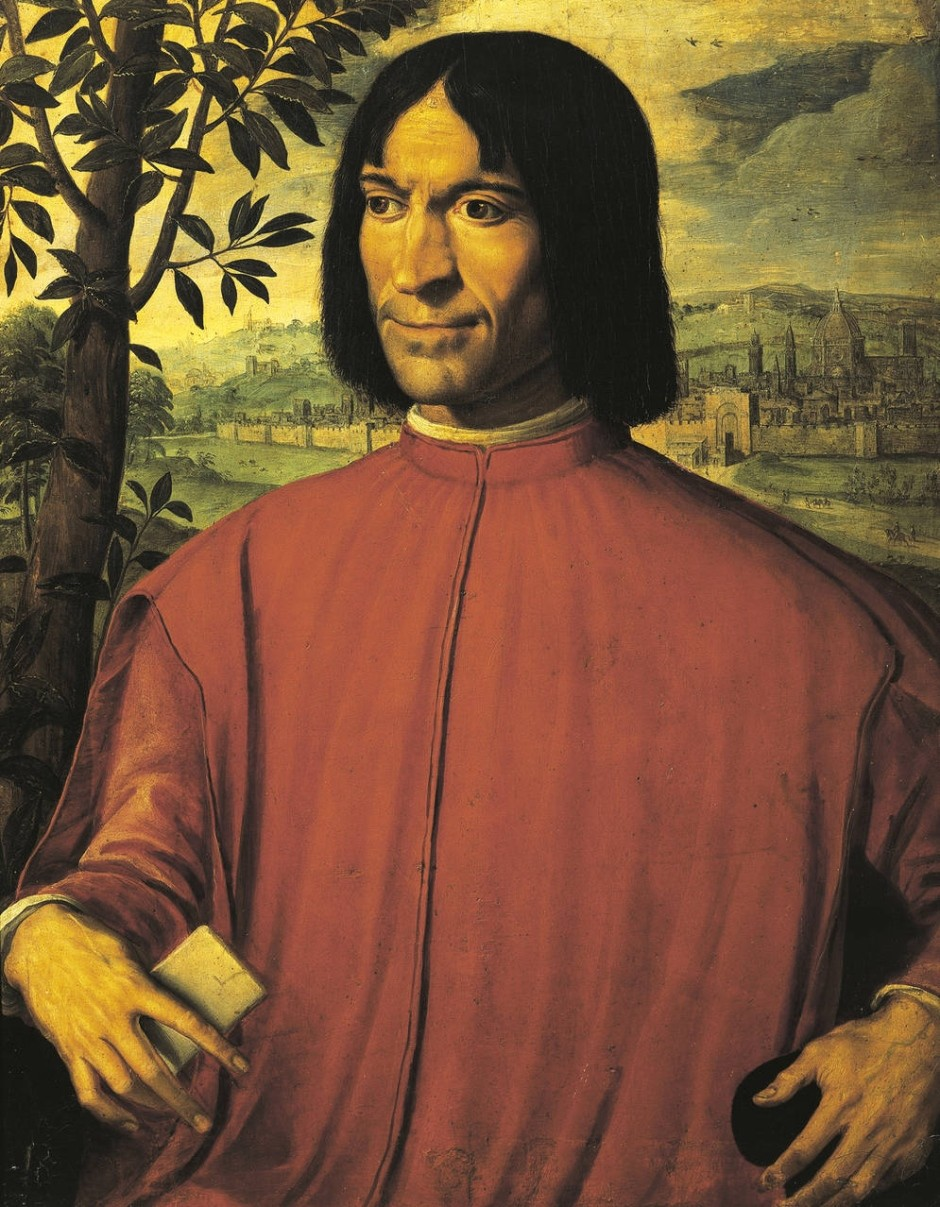
Retrato de Lorenzo el Magnífico, uno de los principales mecenas del Renacimiento.

A fines del siglo XIV, la familia dirigente de Florencia eran los Albizzi. Sus principales oponentes eran los Médici, primero con Juan de Médici, y luego su hijo Cosme. Los Médici controlaban el mayor banco de Europa, y un amplio rango de negocios en Florencia y otros lugares. En 1433, los Albizzi manipularon el exilio de Cosme. Al año siguiente, sin embargo, se eligió una Signoria favorable a los Médici y Cosme pudo retornar. Los Médici pasaron a ser la familia gobernante, posición que mantendrían por los siguientes tres siglos. La ciudad era una república hasta 1537, fecha que tradicionalmente marca el fin del alto renacimiento en Florencia, pero los instrumentos del gobierno republicano estaban firmemente bajo control de los Médici y sus aliados, excepto durante breves intervalos después de 1494 y 1527. Cosme y Lorenzo solo excepcionalmente tuvieron cargos oficiales, pero eran los líderes incuestionables.
Cosme de Médici fue altamente popular entre los ciudadanos, en especial por traer un período de estabilidad y prosperidad a la ciudad. Uno de sus logros más importantes fue negociar la Paz de Lodi con Francesco Sforza, dando punto final a décadas de guerra contra Milán, y estabilizando casi todo el norte de Italia. Cosme fue así mismo un importante mecenas artístico, tanto en forma directa como indirectamente por el ejemplo que daba en tal sentido. 
Cosme fue sucedido por su enfermizo hijo, Pedro, quien murió luego de estar cinco años al mando de la ciudad. En 1469 las riendas del poder pasaron al nieto de Cosme, de veintiún años de edad, Lorenzo, que sería conocido como "Lorenzo el Magnífico". Fue el primero de su familia en ser educado desde edad temprana en la tradición humanística y es reconocido como uno de los más importantes mecenas del renacimiento. Bajo Lorenzo, el gobierno de los Médici se formalizó a través de la creación de un nuevo Consejo de los Setenta, que él mismo presidía. Las instituciones republicanas continuaron, pero perdieron todo su poder. Lorenzo fue menos exitoso en los negocios que sus antecesores, y el imperio comercial de la familia se fue erosionando lentamente. Continuó la alianza con Milán, pero las relaciones con el papado empeoraron, hasta que en 1478, agentes papales aliados con la familia Pazzi intentaron asesinarlo. Aunque el intento falló, resultó muerto su hermano menor Juliano, y la situación condujo a una guerra contra el papado, además de servir de justificación para centralizar aún más el poder en manos de Lorenzo.
Uno de los poemas más conocidos de Lorenzo el Magnífico, Quant'e bella giovinezza muestra con fuerza el espíritu renacentista de resaltar y aprovechar el momento actual, en oposición a la promesa futura de una vida eterna, que la filosofía medieval, con base religiosa, promovía como forma de soslayar o soportar las penurias de esta vida.

### Difusión del Renacimiento

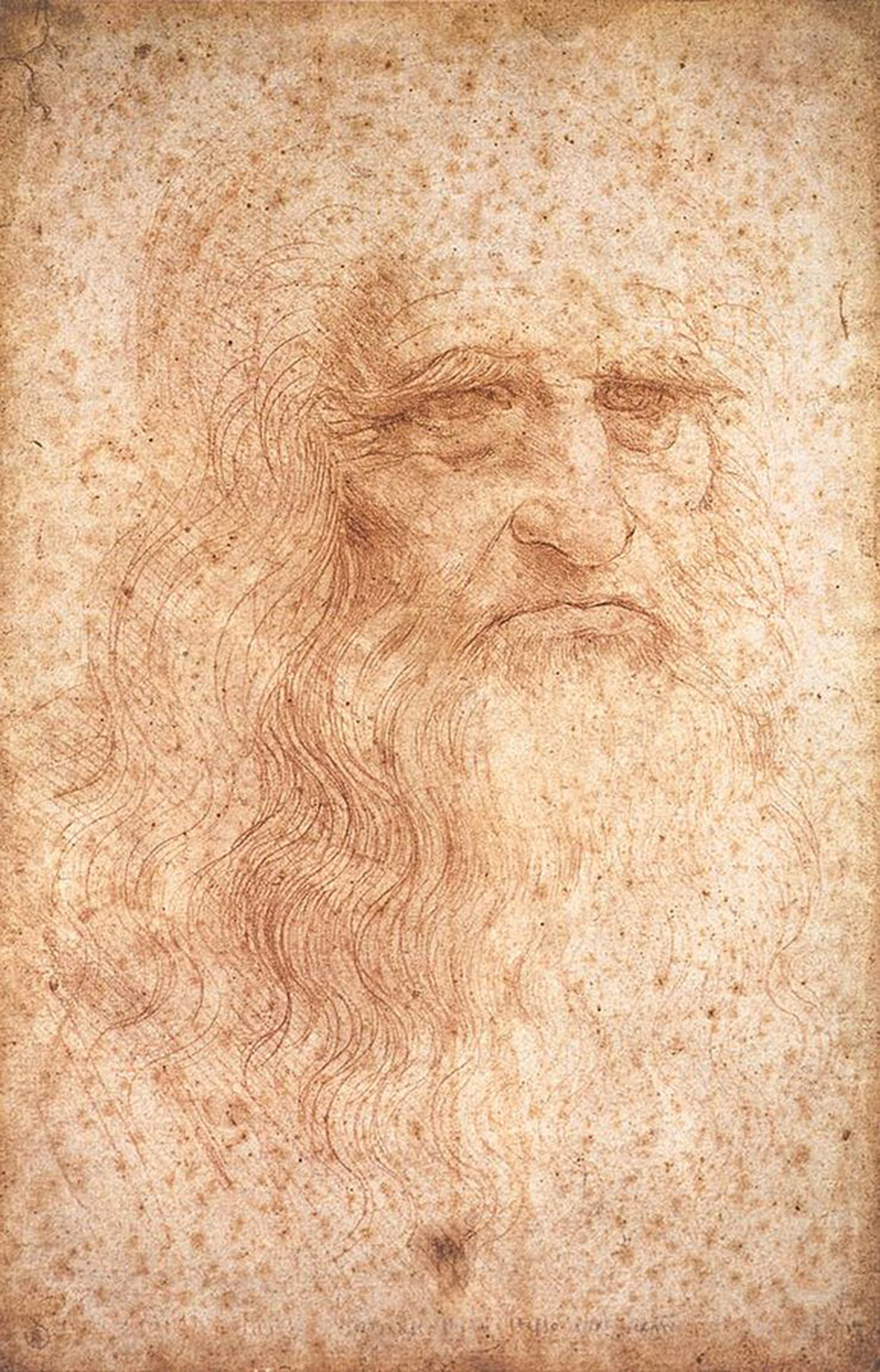
Autorretrato de Leonardo da Vinci (Biblioteca Real de Turín).

Los ideales del renacimiento se difundieron primero desde Florencia hacia los estados vecinos de Toscana, como Siena y Lucca. La cultura toscana pronto se convirtió en el modelo de todos los estados del norte italiano, predominando en la región especialmente en lo concerniente a la literatura. En 1447 Francesco Sforza subió al poder en Milán, y transformó rápidamente la todavía ciudad medieval en un centro del arte y del conocimiento bajo la influencia de Leone Battista Alberti.
Venecia, una de las ciudades más ricas debido a su control del mar Mediterráneo, también se convirtió en un centro de la cultura del renacimiento, especialmente en el campo de la arquitectura. Las ciudades más pequeñas copiaron el modelo de mecenazgo, desarrollando sus artes características: Ferrara, Mantua bajo los Gonzaga, Urbino bajo Federico da Montefeltro. En Nápoles el renacimiento se desarrolló bajo el patronazgo de Alfonso I que conquistó enteramente la ciudad en 1443, y protegió a artistas como Francesco Laurana y Antonello da Messina, escritores como el poeta Jacopo Sannazaro, y al estudioso humanista Angelo Poliziano.
En 1378 el papado había vuelto a Roma, pero la alguna vez ciudad imperial permaneció pobre y casi totalmente en ruinas durante los primeros años el Renacimiento. La gran transformación comenzó bajo el Papa Nicolás V, elegido pontífice en 1447. Inició un dramático esfuerzo de reconstrucción que renovaría gran parte de la ciudad. El estudioso humanista Aeneas Silvius Piccolomini se convirtió en 1458 en Papa bajo el nombre de Pío II. Como el control del papado cayó bajo el control de las ricas familias del norte, como los Médicis y los Borja o Borgia, el espíritu del arte y la filosofía del renacimiento dominó la Santa Sede. El Papa Sixto IV continuó el trabajo de Nicolás V, ordenando la construcción de la Capilla Sixtina. Los papas también comenzaron a incrementar la normativa secular de los estados papales, lo que llevó a un poder centralizado a través de varios "papas guerreros". 
La naturaleza del renacimiento cambió a finales del siglo XV. Sus ideales habían sido totalmente adoptados por la clase gobernante y la aristocracia. En el renacimiento temprano los artistas eran todavía vistos como artesanos con poco prestigio o reconocimiento. Al inicio del siglo XVI los principales artistas ganaron gran influencia y podían recibir gran fortuna. Se desarrolló un floreciente comercio artístico. Mientras que en el renacimiento temprano la mayoría de los principales artistas eran de clase media o baja, cada vez con más frecuencia devinieron en aristócratas.

### El renacimiento y las clases sociales
Como movimiento cultural, el renacimiento italiano afectó sólo a una pequeña porción de la población. El norte de Italia era la región más urbanizada de Europa, pero tres cuartos de los habitantes eran campesinos. Para este sector de la población la vida se había mantenido sin cambios en relación con la Edad Media. El feudalismo clásico nunca había sido importante allí, con los campesinos mayormente trabajando en granjas privadas o como minifundistas. Algunos estudiosos ven una tendencia a la refeudalización en el renacimiento tardío cuando las élites urbanas se convierten en aristócratas de la tierra.
En las ciudades la situación era bastante distinta. Estaban dominadas por una élite comercial, que era tan excluyente como la aristocracia de cualquier reino medieval. Fue este grupo el que lideró la atención en la cultura renacentista. Bajo ellos había una gran clase de artesanos y miembros de gremios que vivían vidas confortables y tenían un poder significativo en los gobiernos republicanos. Esto estaba en agudo contraste con el resto de Europa donde los artesanos no superaban las clases bajas.
Educados y cultos, los artesanos italianos participaban en la cultura renacentista. La mayor porción de la población urbana eran los pobres constituidos mayormente por trabajadores medianamente calificados y por desempleados. Igual que con los campesinos, el renacimiento tuvo en ellos poco efecto. Los historiadores debaten cuán fácilmente podrían escalar socialmente los pobres durante el renacimiento italiano. Pueden hallarse ejemplos de individuos que surgieron de orígenes humildes, pero Burke hace notar que los dos principales estudios en esta área demostraron que el renacimiento no contribuyó a la movilidad social. La mayoría de los investigadores piensan que en las primeras etapas del renacimiento la movilidad fue bastante alta, pero se fue perdiendo en el transcurso del siglo XV. La inequidad social era significativa. Una persona de la clase alta tenía ingresos cientos de veces mayores a los de un sirviente o un trabajador. También se considera que -en algunos aspectos- esta desigualdad favoreció el desarrollo propio del renacimiento, debido a que la gran riqueza de algunos permitió el desarrollo del mecenazgo. 
El renacimiento, en fin, no fue un periodo de grandes cambios sociales o económicos, sino de desarrollo cultural e ideológico. Alcanzó sólo a una pequeña fracción de la población, e incluso varios historiadores, especialmente los partidarios del materialismo histórico sostienen que el renacimiento no fue de tanta importancia en la historia humana, y utilizan en su lugar el concepto de "Europa moderna temprana".

### Fin del renacimiento italiano

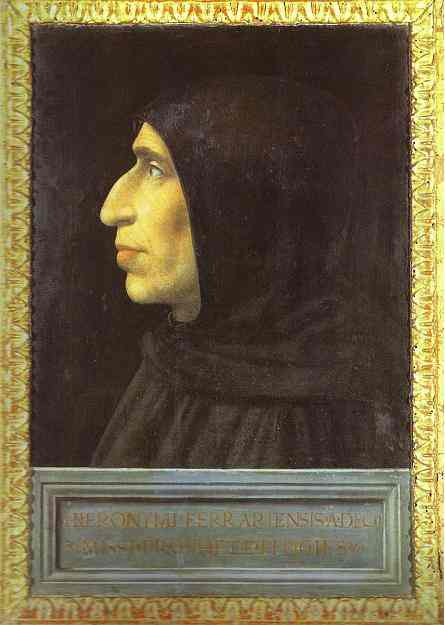
Girolamo Savonarola, en un retrato de 1498 por Fra Bartolomeo.

El fin del renacimiento resulta tan impreciso como su inicio. Para muchos, la llegada al poder en Florencia del austero monje Girolamo Savonarola en 1497 marca el fin del florecimiento de la ciudad. Para otros, el retorno triunfante de los Médicis representa el comienzo de la etapa artística tardía denominada manierismo. Savonarola alcanza el poder durante un retroceso generalizado contra el secularismo y la indulgencia del renacimiento - su corto gobierno promovió que muchas obras de arte fueran destruidas en la "Hoguera de las vanidades" en el centro de Florencia. Con los Medicis de nuevo en el poder, ahora como grandes duques de Toscana, la contrarreforma en las iglesias continuó. En 1542 se fundó la Inquisición y pocos años después se creó el Index Librorum Prohibitorum, excluyendo un gran conjunto de obras literarias renacentistas. 
También resultó importante el fin de la estabilidad, mediante una serie de invasiones extranjeras, conocidas como las Guerras italianas, que continuaron por varias décadas. Comenzaron en 1494 con la invasión francesa que devastó el norte de Italia y puso fin a la independencia de muchas ciudades-estado. Más dañino fue el saqueo de Roma, el 6 de mayo de 1527, a cargo de tropas alemanas y españolas, que interrumpió por dos décadas el rol del papado como el principal mecenas de arte y arquitectura del renacimiento. 
Mientras el renacimiento italiano se diluía, el renacimiento nórdico adoptaba muchos de sus ideales y transformaba sus estilos. 
Muchos grandes artistas italianos eligieron emigrar. El ejemplo más notable fue Leonardo da Vinci, quien se trasladó a Francia en 1516, pero equipos de artistas menores invitados a transformar el castillo de Fontainebleau, crearon la escuela del mismo nombre, que difundió el estilo del renacimiento italiano en Francia. Desde Fontainebleau los nuevos estilos, transformados por el manierismo, llevaron el renacimiento a Amberes, y de allí a todo el norte de Europa. 
Esta difusión nórdica fue también representativa de una tendencia mayor. Las rutas mediterráneas dejaron de ser las principales en el comercio europeo. En 1498 Vasco da Gama alcanzó la India. A partir de ese momento la ruta primaria de artículos de oriente pasó por los puertos atlánticos de Lisboa, Sevilla, Nantes, Bristol y Londres. Tales regiones rápidamente superaron a Italia en riqueza y poder.

## Cultura

### Literatura y poesía
La revolución de la literatura italiana en el siglo XIII ayudó a establecer el escenario del Renacimiento. Durante parte de la Edad Media, en Italia, el lenguaje literario desarrollado en idioma vulgar no logró imponerse al uso del latín. 
Fue a partir del siglo XIII que los autores italianos comenzaron a escribir mayormente en su lengua nativa en lugar de las composiciones latinas prevalentes hasta entonces. Alrededor de 1250 se produjo un cambio importante en la poesía italiana, cuando, la corriente literaria del "Dolce Stil Novo", enfatizó el amor platónico en lugar del amor cortesano, con escritores como 
Guittone d'Arezzo y Guido Guinizelli. Especialmente en poesía, los principales cambios tuvieron lugar en Italia décadas antes de que se iniciara realmente el Renacimiento. 

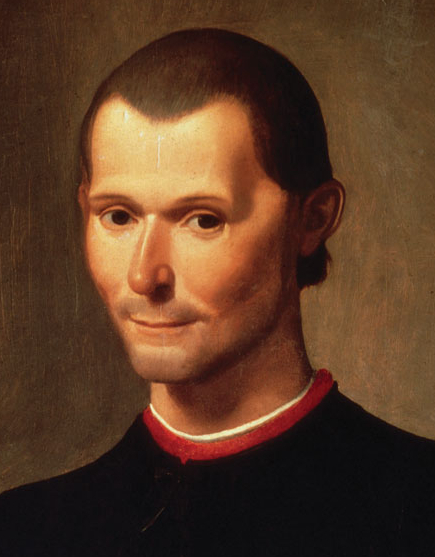
Nicolás Maquiavelo (1469-1527), hombre arquetípico del Renacimiento, autor de El Príncipe. Detalle de un retrato pintado por Santi di Tito.

Con la impresión de libros iniciada en Venecia por Aldo Manucio, comenzaron a publicarse en italiano un creciente número de obras, además de los textos griegos y latinos que constituyeron la corriente principal del Renacimiento italiano. La fuente de estos libros se expandió más allá de teología hasta las eras precristianas del Imperio romano y la antigua Grecia. No quiere decir esto que no se publicaran trabajos religiosos en este período: La divina comedia del Dante refleja una cosmovisión medieval paradigmática. La cristiandad permaneció como influencia principal para artistas y autores, con los clásicos como segunda temática.
En los inicios del Renacimiento italiano, la atención principal estuvo puesta en el estudio y traducción de las obras clásicas del latín y el griego. Los escritores no se contentaron sin embargo con dormir en los laureles de los autores antiguos. Muchos intentaron integrar los métodos y estilos de los antiguos en sus propias obras. Entre los romanos más copiados estaban Cicerón, Horacio, Salustio y Virgilio. Entre los griegos, a Aristóteles, Homero y Platón, aunque en estos casos la influencia directa fue menor, ya que las obras no fueron conocidas en su idioma original hasta ya entrado el siglo XIV. 
La literatura y poesía del Renacimiento fue también muy influenciada por las ciencias tecnológicas y la filosofía. El humanista Francesco Petrarca, figura clave en el renovado sentido de la investigación, fue también un exitoso poeta que publicó varias importantes obras en tal género. Escribió poesía en latín, entre las que destacan la epopeya de las guerras púnicas, y una colección de sonetos de amor titulada "Canzoniere", dedicada a su amor no correspondido, Laura.Fue el escritor de sonetos italianos más famoso, y las traducciones de su obra al inglés por parte de Thomas Wyatt, difundieron la forma literaria en Inglaterra, donde fue empleada por William Shakespeare e innumerables otros poetas. 
Giovanni Boccaccio, discípulo de Petrarca, se convirtió en un reconocido escritor por sus propios méritos. Su obra principal, el Decamerón es una colección de 100 cuentos contados por 10 narradores que escaparon a los suburbios de Florencia para escapar de la peste negra durante 10 noches. Ha sido una fuente de inspiración para muchos autores renacentistas, incluyendo a Geoffrey Chaucer y William Shakespeare. 
Aparte de la cristiandad, la antigüedad clásica y la erudición, una cuarta influencia sobre la literatura del renacimiento fue sin duda la política. Las obras más famosas del filósofo político Nicolás Maquiavelo fueron su "Historia de Florencia" y "El Príncipe", tan conocido en la sociedad occidental que el término "maquiavélico" es sinónimo del pragmatismo político invocado por el libro. Sin embargo, la mayoría de los expertos argumentan que Maquiavelo en realidad no compartía las tácticas expuestas a veces sarcásticamente en su libro, con lo que "maquiavélico" resulta un término inapropiado. De cualquier forma, El Príncipe, junto con varios otros libros renacentistas, permanece como una influyente obra literaria hasta nuestros días.

### Ciencia y filosofía

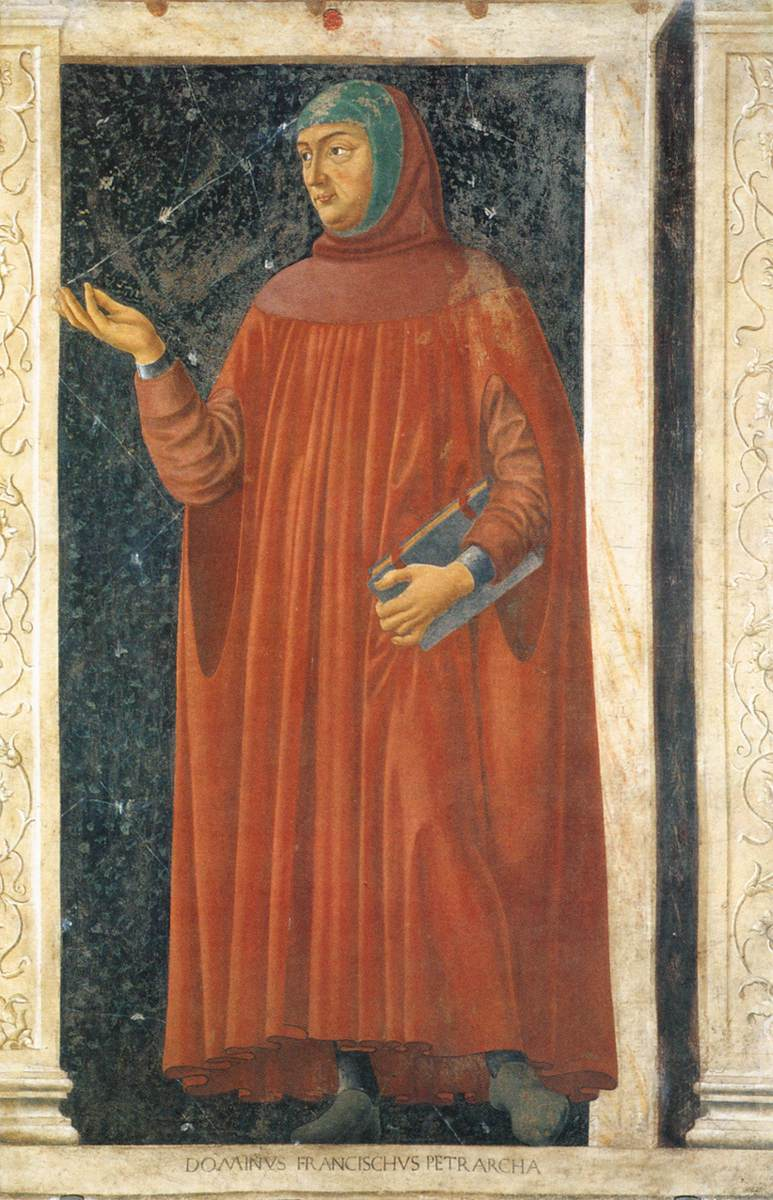
Petrarca, del Ciclo de hombres y mujeres famosos. ca. 1450. Parte de un fresco. 247 x 153 cm. Galería de los Uffizi, Florencia, Italia. Artista: Andrea di Bartolo di Bargilla (1423-†1457).

Uno de los roles de Petrarca fue como fundador de un nuevo método de estudio, el humanismo renacentista. El humanismo es una filosofía optimista que ve al hombre como un ser sensible y racional, con la habilidad de pensar y decidir por sí mismo. Esto significó una oposición a la visión de la Iglesia católica que presentaba al espíritu como única realidad absoluta, luego transformada en una ideología mística. El humanismo ve al hombre como inherentemente bueno por naturaleza, en contraste con la visión cristiana del pecado original que debe ser redimido. Esto provocó un fuerte debate sobre la naturaleza de la realidad y ayudó a la comprensión de la historia más allá de la historia cristiana.
Petrarca promovió el estudio de los clásicos latinos y llevaba consigo su copia de Homero aunque fuera para encontrar a alguien que le enseñara a leer griego. Un paso esencial en la educación humanística fue propuesta por estudiosos como Pico della Mirandola al buscar cantidades de manuscritos olvidados, conocidos solo por su reputación. Este esfuerzo fue sostenido en gran parte por la riqueza de los patricios italianos, príncipes mercaderes y déspotas, que invirtieron sumas sustanciales en la construcción de bibliotecas. Se puso de moda descubrir el pasado, una búsqueda apasionada que se convirtió en uno de los más altos objetivos sociales. "Voy", dijo Ciríaco de Ancona, "Voy a despertar a la muerte". 
Cuando se consiguieron las obras griegas, se encontraron los manuscritos, se organizaron bibliotecas y museos, la prensa escrita estaba naciendo. Las obras de la antigüedad fueron traducidas del griego y el latín a los modernos lenguajes de toda Europa, y encontraron una clase media receptiva, que existía, como Shakespeare, "con poco latín y menos griego". 
Mientras que lo relativo a la filosofía, arte y literatura se desarrolló fuertemente en el renacimiento, la época es usualmente vista como un retroceso en los temas científicos. La admiración por las fuentes clásicas consagró la visión aristotélica y ptolemaica del universo. El humanismo hizo hincapié en que la naturaleza debe ser vista como una creación espiritual no gobernada por leyes matemáticas. Al mismo tiempo los filósofos perdieron mucho de su rigor y las reglas de la lógica deductiva fueron vistas como secundarias en relación con la intuición y la emoción. 
No sería hasta la difusión del renacimiento por el norte de Europa que reviviría la ciencia, con figuras como Copérnico, Francis Bacon y Descartes.

### Escultura y pintura

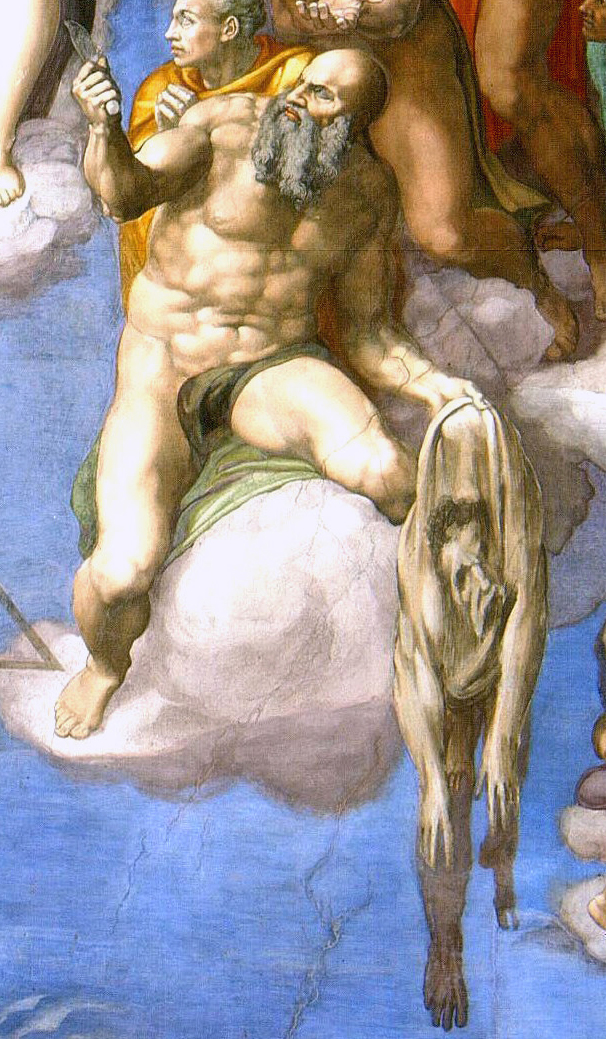
Detalle del Juicio Final por Miguel Ángel.

En pintura, el falso amanecer del realismo de Giotto, sus figuras tridimensionales ocupando un espacio racional, y su interés humanista en expresar la personalidad individual en lugar de los modelos góticos tardíos, fue seguido por un retroceso a las convenciones conservadoras de finales del gótico. 
El renacimiento italiano en pintura comenzó en Florencia con los frescos de Masaccio, luego las pìnturas sobre panel y frescos de Piero della Francesca y Paolo Uccello.
Todos ellos comenzaron a realzar el realismo de sus trabajos utilizando nuevas técnicas de perspectiva a fin de representar más auténticamente el mundo tridimensional en dos dimensiones. Piero della Francesca escribió tratados sobre perspectiva científica. La creación de espacios creíbles permitió a los artistas mejorar la representación del cuerpo humano sobre paisajes naturales. Las figuras de Massaccio tienen una plasticidad desconocida hasta esa época. Comparadas con el aspecto llano de la pintura gótica, estas obras eran revolucionarias. 
A la vuelta del siglo XVI, especialmente en el norte de Italia, los artistas también comenzaron a utilizar nuevas técnicas en la manipulación de la luz y sombra, como en los contrastes evidentes usados en varios retratos de Tiziano, y en el desarrollo del esfumado y el claroscuro por Leonardo da Vinci y Giorgione. Esta época vio también aparecer los primeros temas seculares, no religiosos.
Se ha debatido si el secularismo del Renacimiento, debido a la presencia de algunas pinturas mitológicas no ha sido exagerado por escritores de principios del siglo XIX como Jacob Burkhardt. Uno de los principales pintores cuyas obras seculares han llegado a nuestros días es Botticelli, conocido por su profunda religiosidad (fue seguidor de Savonarola) y por su producción general plena de obras de temas religiosos.

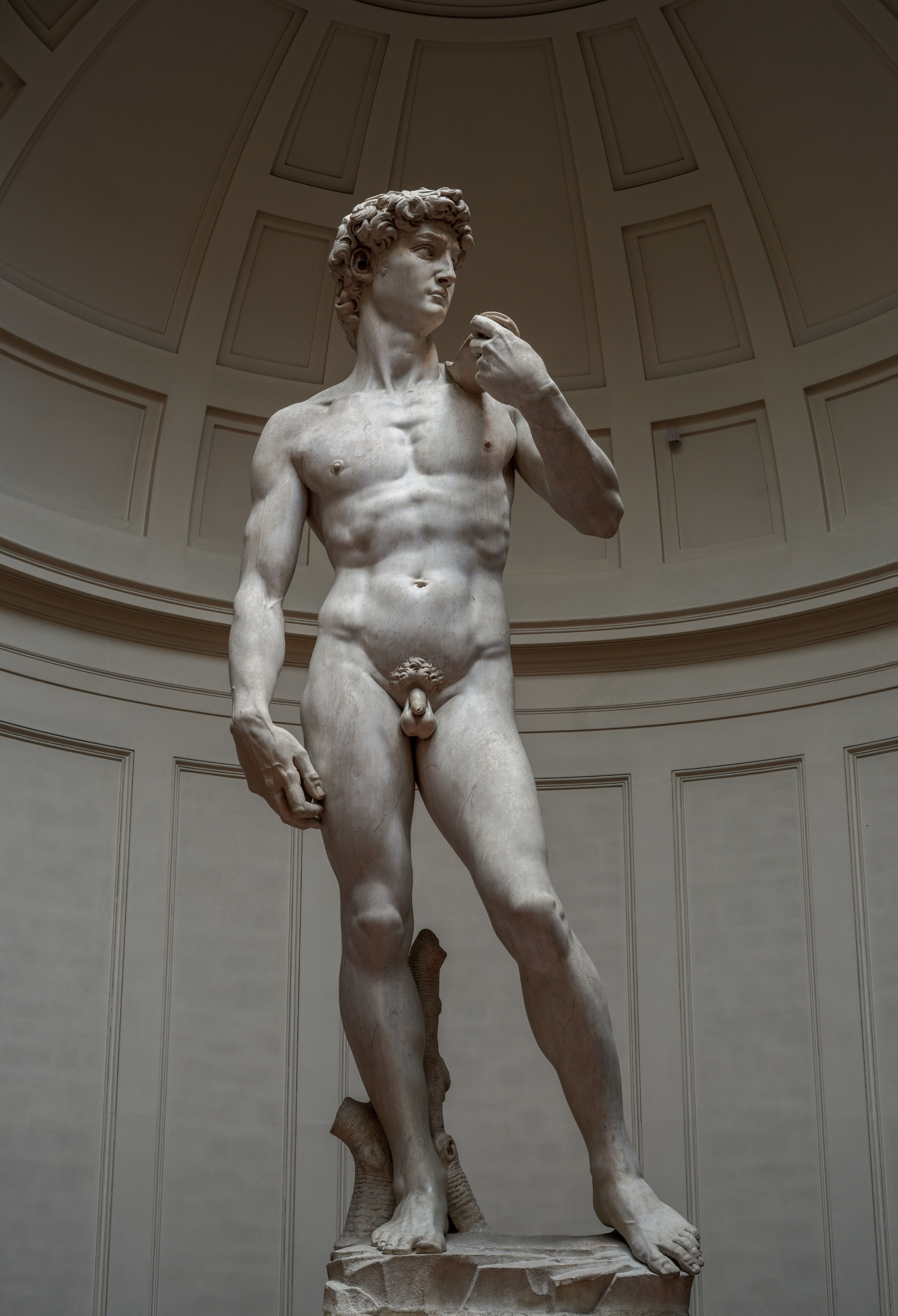
El David, de Miguel Ángel, obra maestra de la escultura renacentista.

En escultura, el estudio de Donatello sobre las obras de la antigüedad llevó al desarrollo de posiciones clásicas y los temas desnudos. Su segunda escultura del "David" fue el primer desnudo en bronce creado en Europa desde el Imperio romano. El progreso hecho por Donatello influyó toda la producción subsiguiente.
Pero el gran genio del arte escultórico es Miguel Ángel. Es al mismo tiempo un notable arquitecto y pintor, pero se comporta, sobre todo, como escultor. Puede decirse que todo lo reduce a la escultura. Los miembros arquitectónicos por él utilizados poseen el mismo ímpetu que los colosales músculos de sus figuras.David de 1504 es también un estudio de desnudo masculino. Esta obra es más realista que la de Donatello y de mayor intensidad emocional. Ambas esculturas están en posición de contrapposto, su peso apoyado en una pierna. 
La etapa conocida como alto renacimiento representa la culminación de las metas del período temprano, especialmente la acabada representación de las figuras en un espacio diagramado con movimiento creíble y en un apropiado y decoroso estilo. Los más famosos pintores de esta época son: Leonardo da Vinci, Rafael, y Miguel Ángel. Sus imágenes están entre las más conocidas obras de arte de todo el mundo. La Última cena de Leonardo, la Escuela de Atenas de Rafael o el cielorraso de la Capilla Sixtina de Miguel Ángel, son los ejemplos básicos de este período. 
La pintura del alto renacimiento evolucionó hacia el manierismo (1520-1580) especialmente en Florencia. Los artistas manieristas, que conscientemente se rebelaron contra los principios del alto renacimiento, trataron de representar figuras enlongadas en espacios ilógicos. 
Los estudiosos modernos han reconocido la capacidad del arte manierista para combinar las fuertes (y a menudo religiosas) emociones allí donde el renacimiento no logró hacerlo. Algunos de los principales artistas de este período son Pontormo, Rosso Fiorentino, Parmigianino y el alumno de Rafael, Giulio Romano.

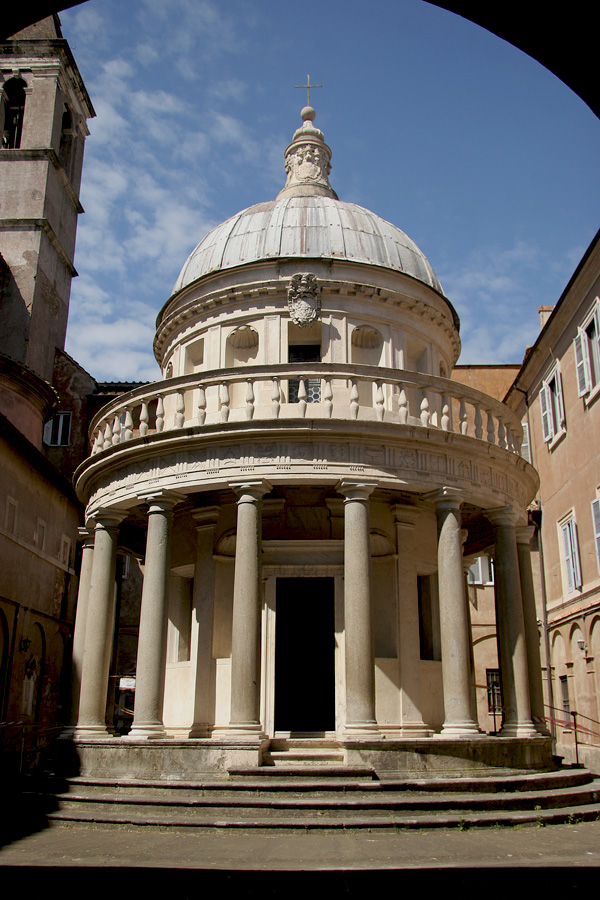
Templete de San Pedro en Montorio, por Bramante, Roma, 1502.

### Arquitectura
El estilo renacentista, introducido en Italia mediante un monumento revolucionario aunque incompleto en Rímini, obra de Leone Battista Alberti, se desarrolló sin embargo en Florencia. Algunos de los edificios más antiguos que muestran caracteres renacentistas son la Iglesia de San Lorenzo en Florencia, y la Capilla Pazzi, ambas de Filippo Brunelleschi. El interior de Santo Spirito expresa un nuevo sentimiento de luz, claridad y amplitud de espacio, que es típico del renacimiento temprano en Italia. Su arquitectura refleja la filosofía del humanismo, la iluminación y claridad mental en oposición a la oscuridad y espiritualidad de la Edad Media. La revitalización de la antigüedad clásica puede ser bien ilustrada por el Palazzo Ruccelai. Aquí las pilastras siguen la superposición de órdenes clásicos, con capiteles dóricos en el piso bajo, jónicos en el piano nobile y corintios en los pisos superiores.

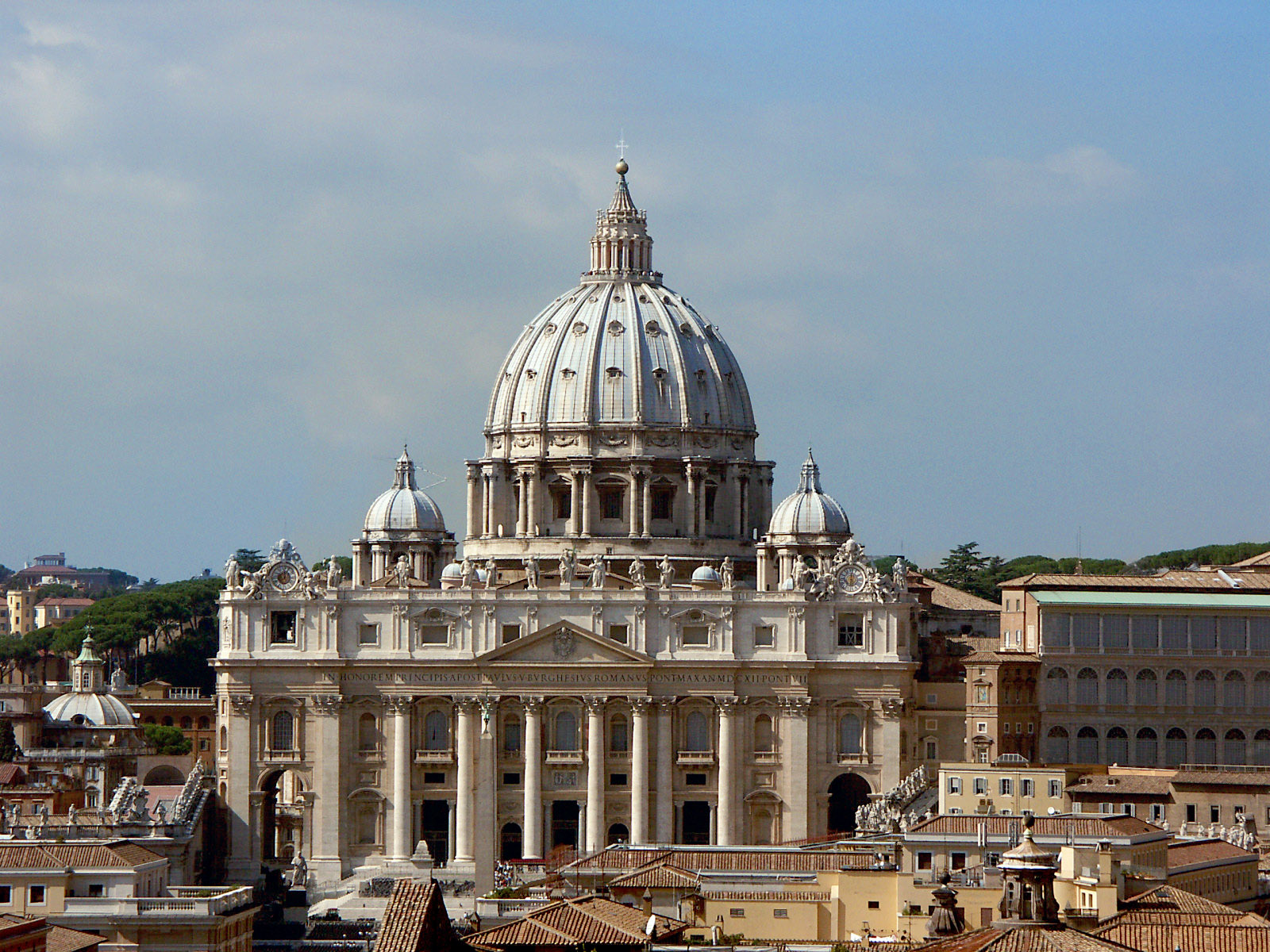
Basílica de San Pedro. La cúpula, finalizada en 1590, fue diseñada por Miguel Ángel, arquitecto, pintor y poeta.

En Milán, Alberti anticipó el diseño en el nuevo estilo antiguo con su proyecto para la Basílica de Sant'Andrea de Mantua, que no fue iniciada hasta 1472, después de su muerte. 
El alto renacimiento fue presentado en Roma en 1502 mediante el Templete de San Pedro en Montorio por Donato Bramante y su original planta central para la Basílica de San Pedro en 1506. Esta última constituyó la más notable encomienda arquitectónica de la época, influenciada por casi todos los artistas renacentistas de renombre, incluyendo a Miguel Ángel, y Giacomo della Porta. El inicio del renacimiento en 1550 estuvo marcado por el desarrollo de un nuevo orden de columnas, creación de Andrea Palladio; el estilo colosal, donde columnas de dos o más pisos de altura decoraban las fachadas.

### Música
Aunque los musicólogos típicamente agrupan la música del trecento con el último período medieval, presenta características que la similar con el renacimiento temprano de varias maneras; un énfasis creciente en el uso de fuentes, estilos y formas seculares, una difusión de la cultura fuera de la instituciones eclesiásticas hacia la nobleza, e incluso hacia la gente común, y un rápido desarrollo de técnicas enteramente nuevas. 
Las formas principales fueron el madrigal del trecento, lá música "da caccia", y la balada. En general, el estilo musical del período es a veces etiquetado como "ars nova" italiano. 
Desde principios del siglo XV hasta la mitad del siglo XVI, el centro de innovación en música sacra estuvo en los Países Bajos, y un flujo de compositores talentosos llegó a Italia desde aquellas regiones. Muchos de ellos cantaron en el coro papal en Roma, o en los coros de las numerosas capillas de la aristocracia en Roma, Florencia, Milán, Ferrara y en otros lugares, y trajeron su estilo polifónico, influyendo sobre muchos compositores nativos durante su estadía en Italia. 
Las formas predominantes de música de iglesia durante esta época fueron las misas y los motetes. Por mucho, el compositor más famoso de música sacra en la Italia del siglo XVI fue Palestrina, el más prominente miembro de la Escuela romana. cuyo estilo polfiónico suave y emocionalmente fresco definiría el sonido de finales del siglo XVI. Otros compositores italianos de fines de siglo se concentraron en componer las formas principales de música secular del período, el madrigal, y por al menos cien años estas obras seculares para múltiples cantores fueron distribuidas por toda Europa. Algunos de los principales compositores de madrigales fueron Jacques Arcadelt, al principio del período, Cipriano de Rore a mediados de siglo, y Luca Marenzio, Philippe de Monte, Carlo Gesualdo, y Claudio Monteverdi hacia finales de esta época. 
Italia fue también un centro de innovación en música instrumental. A principios del siglo XVI se valoró mucho la improvisación sobre teclados, y aparecieron numerosos compositores de música para tecladistas virtuosos. Muchos instrumentos musicales fueron inventados o perfeccionados en esta época, como el violín, cuyos primeros modelos comenzaron a usarse a mediados del siglo XVI. 
A fines del siglo XVI Italia era el centro musical de Europa. Casi todas las innovaciones que definirían la transición a la Música barroca se originaron en el norte de Italia en las últimas décadas del siglo. En Venecia, el estilo policoral veneciano producido por la Escuela Veneciana (música), y su música instrumental asociada, fueron copiados hacia Alemania. En Florencia, la camerata florentina desarrolló la monodia, importante precursora de la ópera, que aparecerá por primera vez alrededor de 1600.
La vanguardia manierista de la escuela de Ferrara, que migró a Nápoles a través de la música de Carlo Gesualdo, sería el estadio final de la música vocal polifónica del renacimiento.